# ألعاب القوى في الألعاب البارالمبية الصيفية 1988
تضمنت ألعاب القوى في الألعاب البارالمبية الصيفية 1988 345 حدثًا. بسبب التعادلات على المركز الثالث في سباق 800 متر رجال من فئة A1–3/A9/L2 وفعالية الرمي الدقيق من فئة C1، تم منح 347 ميدالية برونزية. حصل أيضًا تعادل على المركز الأول في سباق 100 متر سيدات 5–6. ما أدى لمنح 345 ميدالية ذهبية و344 ميدالية فضية. فازت البعثات الأولمبية لبلغاريا، بورتوريكو، كوريا الجنوبية، تايلاند وتونس بميدالياتها الأولى على الإطلاق في هذه المسابقة.

## الدول المشاركة
- الأرجنتين (6)
- أستراليا (76)
- النمسا (24)
- جزر البهاما (4)
- البحرين (9)
- بلجيكا (15)
- البرازيل (34)
- بلغاريا (3)
- كندا (79)
- الصين (19)
- كولومبيا (11)
- قبرص (3)
- الدنمارك (7)
- مصر (9)
- فنلندا (24)
- فرنسا (20)
- بريطانيا العظمى (64)
- اليونان (2)
- هونغ كونغ (14)
- المجر (4)
- آيسلندا (3)
- الهند (2)
- إندونيسيا (10)
- إيران (17)
- جزيرة أيرلندا (33)
- إسرائيل (4)
- إيطاليا (39)
- جامايكا (4)
- اليابان (64)
- الأردن (4)
- كينيا (8)
- الكويت (18)
- ليختنشتاين (1)
- ماكاو (7)
- ماليزيا (9)
- المكسيك (20)
- المغرب (5)
- هولندا (15)
- نيوزيلندا (11)
- النرويج (11)
- عمان (5)
- الفلبين (3)
- بولندا (17)
- البرتغال (10)
- بورتوريكو (5)
- سنغافورة (7)
- كوريا الجنوبية (47)
- الاتحاد السوفيتي (14)
- إسبانيا (11)
- السويد (13)
- سويسرا (20)
- تايلاند (6)
- ترينيداد وتوباغو (1)
- تونس (1)
- الولايات المتحدة (195)
- ألمانيا الغربية (64)
- يوغوسلافيا (10)

## ملخص الميداليات

### جدول الميداليات
*   البلد المضيف (مضيف)
| المرتبة | فريق                   | ذهبية | فضية | برونزية | المجموع |
| ------- | ---------------------- | ----- | ---- | ------- | ------- |
| 1       | الولايات المتحدة (USA) | 50    | 56   | 56      | 162     |
| 2       | ألمانيا الغربية (FRG)  | 41    | 36   | 29      | 106     |
| 3       | بريطانيا العظمى (GBR)  | 30    | 22   | 19      | 71      |
| 4       | كندا (CAN)             | 29    | 28   | 33      | 90      |
| 5       | الاتحاد السوفيتي (URS) | 21    | 9    | 6       | 36      |
| 6       | كوريا الجنوبية (KOR)   | 16    | 11   | 9       | 36      |
| 7       | أستراليا (AUS)         | 14    | 19   | 20      | 53      |
| 8       | فرنسا (FRA)            | 14    | 13   | 11      | 38      |
| 9       | اليابان (JPN)          | 12    | 6    | 14      | 32      |
| 10      | سويسرا (SUI)           | 9     | 10   | 9       | 28      |
| 11      | جزيرة أيرلندا (IRL)    | 9     | 9    | 12      | 30      |
| 12      | الدنمارك (DEN)         | 9     | 4    | 5       | 18      |
| 13      | النمسا (AUT)           | 9     | 3    | 9       | 21      |
| 14      | بلجيكا (BEL)           | 8     | 7    | 4       | 19      |
| 15      | هولندا (NED)           | 8     | 3    | 5       | 16      |
| 16      | المكسيك (MEX)          | 7     | 7    | 6       | 20      |
| 17      | فنلندا (FIN)           | 6     | 17   | 6       | 29      |
| 18      | بولندا (POL)           | 6     | 5    | 12      | 23      |
| 19      | إسبانيا (ESP)          | 6     | 3    | 3       | 12      |
| 20      | السويد (SWE)           | 5     | 8    | 6       | 19      |
| 21      | إيطاليا (ITA)          | 5     | 4    | 13      | 22      |
| 22      | الكويت (KUW)           | 5     | 4    | 6       | 15      |
| 23      | النرويج (NOR)          | 4     | 7    | 6       | 17      |
| 24      | الصين (CHN)            | 3     | 10   | 5       | 18      |
| 25      | البرازيل (BRA)         | 3     | 8    | 4       | 15      |
| 26      | يوغوسلافيا (YUG)       | 3     | 1    | 9       | 13      |
| 27      | إيران (IRI)            | 3     | 1    | 3       | 7       |
| 28      | البرتغال (POR)         | 2     | 5    | 4       | 11      |
| 29      | إسرائيل (ISR)          | 2     | 4    | 2       | 8       |
| 30      | بلغاريا (BUL)          | 2     | 1    | 0       | 3       |
| 31      | جامايكا (JAM)          | 1     | 4    | 3       | 8       |
| 32      | بورتوريكو (PUR)        | 1     | 2    | 0       | 3       |
| 33      | البحرين (BRN)          | 1     | 1    | 1       | 3       |
| 34      | مصر (EGY)              | 1     | 1    | 0       | 2       |
| 35      | آيسلندا (ISL)          | 1     | 0    | 2       | 3       |
| 36      | الأرجنتين (ARG)        | 0     | 4    | 1       | 5       |
| 37      | نيوزيلندا (NZL)        | 0     | 3    | 6       | 9       |
| 38      | كينيا (KEN)            | 0     | 3    | 1       | 4       |
| 39      | إندونيسيا (INA)        | 0     | 2    | 0       | 2       |
| 39      | المجر (HUN)            | 0     | 2    | 0       | 2       |
| 41      | تايلاند (THA)          | 0     | 1    | 0       | 1       |
| 42      | هونغ كونغ (HKG)        | 0     | 0    | 3       | 3       |
| 43      | اليونان (GRE)          | 0     | 0    | 2       | 2       |
| 43      | تونس (TUN)             | 0     | 0    | 2       | 2       |
| المجموع | المجموع                | 346   | 344  | 347     | 1037    |

### فعاليات الرجال
| Event                    | الذهبية                                                                                 | الفضية                                                                              | البرونزية                                                                            |
| ------------------------ | --------------------------------------------------------------------------------------- | ----------------------------------------------------------------------------------- | ------------------------------------------------------------------------------------ |
| 100 م 1أ                 | هانس لوبيرينغ · ألمانيا الغربية                                                         | بارت دودسون · الولايات المتحدة                                                      | راينر كوشال · سويسرا                                                                 |
| 100 م 1ب                 | بيتر كارذيرس · بريطانيا العظمى                                                          | فينتشينزو فالي لونجا · أستراليا                                                     | ويليام فربيش · الولايات المتحدة                                                      |
| 100 م 1ج                 | راندي دورمان · الولايات المتحدة                                                         | أندريه بوادوين · كندا                                                               | ثيو دويفيستين · هولندا                                                               |
| 100 م 2                  | ايرول ماركلين · ألمانيا الغربية                                                         | مارك كيسي · كندا                                                                    | بوب غيبسون · الولايات المتحدة                                                        |
| 100 م 3                  | روبرت فيغل · ألمانيا الغربية                                                            | لارس لوفستروم · السويد                                                              | دوك هو هونغ · كوريا الجنوبية                                                         |
| 100 م 4                  | هي سانغ يو · كوريا الجنوبية                                                             | يان كلاينهيرنبينك · هولندا                                                          | بيونغ وو كيم · كوريا الجنوبية                                                        |
| 100 م 5–6                | بونغ هو لي · كوريا الجنوبية                                                             | عادل سلطان · البحرين                                                                | إيرانيلسون أوليفيرا · البرازيل                                                       |
| 100 م أ1–3/أ9/ل2         | دانيال ويزلي · كندا                                                                     | مصطفى بديد · فرنسا                                                                  | هاكان إريكسون · السويد                                                               |
| 100 متر A2/A9            | تود شافهاوزر · الولايات المتحدة                                                         | كيرود ماكغريغور · أستراليا                                                          | أندرياس سيغل · النمسا                                                                |
| 100 متر A4/A9            | دينيس أوهلر · الولايات المتحدة                                                          | أدريان لوي · أستراليا                                                               | روبرت باريت · بريطانيا العظمى                                                        |
| 100 متر A5/A7            | يرزي شليزاك · بولندا                                                                    | ماتثياس بيرغمو · ألمانيا الغربية                                                    | تشيو شويون · الصين                                                                   |
| 100 متر A6/A8–9/L4       | نايجل كولتاس · بريطانيا العظمى                                                          | ويليام ويبي · كندا                                                                  | رودني نوغينت · أستراليا                                                              |
| 100 متر B1               | فيكتور ريابوختان · الاتحاد السوفيتي                                                     | سيرجي سيفاستيانوف · الاتحاد السوفيتي                                                | يوكيو مينامي · اليابان                                                               |
| 100 م B2                 | الكسندر موخير · الاتحاد السوفيتي                                                        | أندريه أسبوري · الولايات المتحدة                                                    | مارسيلينو باز · إسبانيا                                                              |
| 100 م B3                 | ديفيد غودمان · أستراليا                                                                 | أوي ميهلمن · ألمانيا الغربية                                                        | أولدو مانجانارو · إيطاليا                                                            |
| 100 م C2                 | ديفيد أوزبورن · الولايات المتحدة                                                        | موجينس جستسن · الدنمارك                                                             | دارين جوردان · جزيرة أيرلندا                                                         |
| 100 م C3                 | جيمي بون · كندا                                                                         | بار بومان · السويد                                                                  | ديفيد سيفيرين · كندا                                                                 |
| 100 م C4–5               | روبرت إيستون · كندا                                                                     | مايكل جونر · كندا                                                                   | ديفيد لارسون · الولايات المتحدة                                                      |
| 100 م C6                 | هنريك توماسون · الدنمارك                                                                | كولين كاي · بريطانيا العظمى                                                         | ناوكي ماتسوي · اليابان                                                               |
| 100 م C7                 | هاوكور جونارسون · آيسلندا                                                               | ميشيل بابتي · فرنسا                                                                 | يو تشيونج تشيونج · هونغ كونغ                                                         |
| 100 م C8                 | هون سون · كوريا الجنوبية                                                                | جوزيه ريبلو · البرتغال                                                              | توماس ديتي · الولايات المتحدة                                                        |
| 200 م 1A                 | هانس لوبرينج · ألمانيا الغربية                                                          | غونتر أوبرت · ألمانيا الغربية                                                       | جوزيبي فورني · سويسرا                                                                |
| 200 م 1B                 | سيرج ريموند · كندا                                                                      | يان-أوي ماتسون · السويد                                                             | بروس فروندت · الولايات المتحدة                                                       |
| 200 م 1C                 | أندريه بودوان · كندا                                                                    | ستوارت مينفي · نيوزيلندا                                                            | داريل راي · الولايات المتحدة                                                         |
| 200 م 2                  | إيرول ماركلاين · ألمانيا الغربية                                                        | فولفجانج بيترسن · ألمانيا الغربية                                                   | مايك نوجنت · أستراليا                                                                |
| 200 م 3                  | لارس لوفستروم · السويد                                                                  | بول فان وينكل · بلجيكا                                                              | روبرت فيغل · ألمانيا الغربية                                                         |
| 200 م 4                  | يان كلاينهيرنبريك · هولندا                                                              | ساول مندوزا · المكسيك                                                               | آرون جورديان · المكسيك                                                               |
| 200 م 5–6                | فرانز نيتليسياخ · سويسرا                                                                | بونج هو لي · كوريا الجنوبية                                                         | خوسيه مانويل ريوس · المكسيك                                                          |
| 200 متر A1–3/A9/L2       | مصطفى بديد · فرنسا                                                                      | دانيال ويزلي · كندا                                                                 | هاكان إريكسون · السويد                                                               |
| 200 متر A4/A9            | دينيس أوهلر · الولايات المتحدة                                                          | أدريان لوي · أستراليا                                                               | روبرت باريت · بريطانيا العظمى                                                        |
| 200 متر A5/A7            | جيرزي شليزاك · بولندا                                                                   | ماتياس بيرغامو · ألمانيا الغربية                                                    | شيوين كيو · الصين                                                                    |
| 200 متر A6/A8–9/L4       | نايجل كولتاس · بريطانيا العظمى                                                          | هاري ياوهيانن · فنلندا                                                              | رودني نوغينت · أستراليا                                                              |
| 200 متر C2               | ديفيد أوسبورن · الولايات المتحدة                                                        | دارين جوردان · جزيرة أيرلندا                                                        | موغينس جستيسين · الدنمارك                                                            |
| 200 متر C3               | جيمي بون · كندا                                                                         | رينيه ريفيرا · الولايات المتحدة                                                     | بار بومان · السويد                                                                   |
| 200 متر C4-5             | روبرت إيستون · كندا                                                                     | جينو فينديتي · كندا                                                                 | مايكل جونر · كندا                                                                    |
| 200 متر C6               | كولين كاي · بريطانيا العظمى                                                             | هنريك تومسن · الدنمارك                                                              | جوردون روبرتسون · بريطانيا العظمى                                                    |
| 200 متر C7               | براد هيل · أستراليا                                                                     | سونغ كوك كانغ · كوريا الجنوبية                                                      | هاوكور غونارسون · آيسلندا                                                            |
| 200 متر C8               | هون سون · كوريا الجنوبية                                                                | جوزيه ريبيلو · البرتغال                                                             | روبرت بيانكوتشي · أستراليا                                                           |
| 400 م 1أ                 | جونثر أوبيرت · ألمانيا الغربية                                                          | هانز لوبيرينغ · ألمانيا الغربية                                                     | هاينريش كويبرليه · ألمانيا الغربية                                                   |
| 400 م 1ب                 | كلايتون جيرين · كندا                                                                    | داريل ستوبل · كندا                                                                  | يان-أوي ماتسون · السويد                                                              |
| 400 م 1ج                 | جيف ورثينغتون · الولايات المتحدة                                                        | أندريه بودوان · كندا                                                                | داريل راي · الولايات المتحدة                                                         |
| 400 م 2                  | إرول ماركلاين · ألمانيا الغربية                                                         | ريتشارد إسبينوزا · الولايات المتحدة                                                 | كريس هالام · بريطانيا العظمى                                                         |
| 400 م 3                  | بول فان وينكل · بلجيكا                                                                  | روبرت فيغل · ألمانيا الغربية                                                        | لارس لوفستروم · السويد                                                               |
| 400 متر 4                | فريد عماروش · فرنسا                                                                     | رولوف كين · هولندا                                                                  | يان كلاينهيرنبريك · هولندا                                                           |
| 400 متر 5–6              | فرانز نيتليسباخ · سويسرا                                                                | جون أندرسون · الولايات المتحدة                                                      | بونغ هو لي · كوريا الجنوبية                                                          |
| 400 متر A1–3/A9/L2       | هاكان إريكسون · السويد                                                                  | Daniel Wesley · كندا                                                                | تيد فينس · كندا                                                                      |
| 400 متر A4/A9            | دينيس أوهلر · الولايات المتحدة                                                          | أدريان لوي · أستراليا                                                               | أندرو أوسوليفان · أستراليا                                                           |
| 400 متر A5/A7            | جيف تييسن · كندا                                                                        | جيرزي شليزيك · بولندا                                                               | سلوفودان أدزيتش · يوغوسلافيا                                                         |
| 400 متر A6/A8–9/L4       | هاري ياوهيانين · فنلندا                                                                 | نايجل كولتايس · بريطانيا العظمى                                                     | دوك كي كيم · كوريا الجنوبية                                                          |
| 400 متر B1               | فيكتور ريابوختان · الاتحاد السوفيتي                                                     | سيزار أنطونيو جالبيرتو · البرازيل                                                   | كلاوديو كوستا · إيطاليا                                                              |
| 400 متر B2               | كورت برال · النمسا                                                                      | إلمو ريبيرو · البرازيل                                                              | أناتولي بوميكالوف · الاتحاد السوفيتي                                                 |
| 400 متر B3               | سيمون بتلر · بريطانيا العظمى                                                            | براين بيغرام · الولايات المتحدة                                                     | جيسون والش · أستراليا                                                                |
| 400 متر C2               | ديفيد أوزبورن · الولايات المتحدة                                                        | موجينس جاستيسن · الدنمارك                                                           | دارين جوردان · جزيرة أيرلندا                                                         |
| 400 م C3                 | جيمي بون · كندا                                                                         | رينيه ريفيرا · الولايات المتحدة                                                     | ديفيد سيفيرين · كندا                                                                 |
| 400 م C4-5               | روبرت إيستون · كندا                                                                     | جينو فينديتي · كندا                                                                 | ديفيد لارسون · الولايات المتحدة                                                      |
| 400 م C6                 | كولين كي · بريطانيا العظمى                                                              | جوردون روبرتسون · بريطانيا العظمى                                                   | منعم العابد · تونس                                                                   |
| 400 م C7                 | سونغ كوك كانغ · كوريا الجنوبية                                                          | براد هيل · أستراليا                                                                 | هاوكور غونارسون · آيسلندا                                                            |
| 400 م C8                 | توماس ديتز · الولايات المتحدة                                                           | روبرت بيانكوتشي · أستراليا                                                          | خوسيه ريبلو · البرتغال                                                               |
| 800 م 1A                 | غونتر أوبيرت · ألمانيا الغربية                                                          | هانس لوبرينغ · ألمانيا الغربية                                                      | هاينريش كوبرلي · ألمانيا الغربية                                                     |
| 800 م 1B                 | كلايتون جيرين · كندا                                                                    | بيتر شميد · سويسرا                                                                  | يان-أوي مَتسون · السويد                                                               |
| 800 م 1C                 | جيف ورذينغتون · الولايات المتحدة                                                        | جون بروير · الولايات المتحدة                                                        | أندريه بودوان · كندا                                                                 |
| 800 م 2                  | بول كلارك · كندا                                                                        | هاينز فري · سويسرا                                                                  | وولفغانغ بيترسن · ألمانيا الغربية                                                    |
| 800 م 3                  | بول فان وينكل · بلجيكا                                                                  | لارس لوفستروم · السويد                                                              | أندريه فيجر · كندا                                                                   |
| 800 م 4                  | رافائيل إبارا · الولايات المتحدة                                                        | فريد عمروش · فرنسا                                                                  | ساول مندوزا · المكسيك                                                                |
| 800 م 5–6                | فرانس نيتليس باخ · سويسرا                                                               | جون أندرسون · الولايات المتحدة                                                      | جيف آدامز · كندا                                                                     |
| 800 م A1–3/A9/L2         | دانيال ويزلي · كندا                                                                     | هاكان إريكسون · السويد                                                              | كيفن أور · الولايات المتحدة                                                          |
| 800 م A1–3/A9/L2         | دانيال ويزلي · كندا                                                                     | هاكان إريكسون · السويد                                                              | فيليب كوبر · فرنسا                                                                   |
| 800 م A6/A8–9/L4         | أنخل مارين · إسبانيا                                                                    | هاري ياوهيانين · فنلندا                                                             | جان-إيف آرڤييه · فرنسا                                                               |
| 800 م B1                 | روبرت ماثيوز · بريطانيا العظمى                                                          | كلاوديو كوستا · إيطاليا                                                             | كيث مايت · كندا                                                                      |
| 800 متر B2               | نويل تاتشر · بريطانيا العظمى                                                            | أناتولي بوميكالوف · الاتحاد السوفيتي                                                | ميشيل بافون · فرنسا                                                                  |
| 800 متر B3               | أنتوني هاميلتون · بريطانيا العظمى                                                       | فرزات تيميربولاتوف · الاتحاد السوفيتي                                               | تيرون برانش · الولايات المتحدة                                                       |
| 800 متر C2               | ديفيد أوزبورن · الولايات المتحدة                                                        | موغنس جاستيسن · الدنمارك                                                            | كين توماس · كندا                                                                     |
| 800 متر C7               | بيني جوفيرتس · بلجيكا                                                                   | سونغ كوك كانغ · كوريا الجنوبية                                                      | روبرت ميرنز · كندا                                                                   |
| 800 متر C8               | روبرت بيانكوتشي · أستراليا                                                              | كيث بيتمان · الولايات المتحدة                                                       | خافيير سلميرون · إسبانيا                                                             |
| 1500 م 1A                | هاينريش كويبرلي · ألمانيا الغربية                                                       | غونتر أوبيرت · ألمانيا الغربية                                                      | بارت دودسون · الولايات المتحدة                                                       |
| 1500 م 1B                | سيرج ريموند · كندا                                                                      | كلايتون جيرين · كندا                                                                | بيتر شمد · سويسرا                                                                    |
| 1500 م 1C                | جيف وورثينغتون · الولايات المتحدة                                                       | جون بروير · الولايات المتحدة                                                        | ألان دافتي · أستراليا                                                                |
| 1500 م 2                 | هاينز فري · سويسرا                                                                      | بول كلارك · كندا                                                                    | ولفجانج بيترسن · ألمانيا الغربية                                                     |
| 1500 م 3                 | لارس لوفستروم · السويد                                                                  | بول فان وينكل · بلجيكا                                                              | جريجور جولومبيك · ألمانيا الغربية                                                    |
| 1500 م 4                 | فريد عمروش · فرنسا                                                                      | جان فرانسوا بويتفين · فرنسا                                                         | روبرت كورتني · الولايات المتحدة                                                      |
| 1500 م 5–6               | فرانز نيتليس باش · سويسرا                                                               | جون أندرسون · الولايات المتحدة                                                      | جيف آدامز · كندا                                                                     |
| 1500 م A1–3/A9/L2        | مصطفى بديد · فرنسا                                                                      | دانيال ويزلي · كندا                                                                 | فيليب كوبري · فرنسا                                                                  |
| 1500 م A6/A8–9/L4        | أنخيل مارين · إسبانيا                                                                   | كاي بيرتيارفي · فنلندا                                                              | سامح أحمد · مصر                                                                      |
| 1500 م B1                | روبرت ماثيوز · بريطانيا العظمى                                                          | تيري لوفاس · النرويج                                                                | توفيري كيبويكا · النرويج                                                             |
| 1500 م B2                | ماريو رويس · إسبانيا                                                                    | نويل ثاتشر · بريطانيا العظمى                                                        | ميشيل بافون · فرنسا                                                                  |
| 1500 م B3                | أنتوني هاميلتون · بريطانيا العظمى                                                       | فارزات تيميربولاتوف · الاتحاد السوفيتي                                              | تيرون برانش · الولايات المتحدة                                                       |
| 1500 م C7                | بيني جوفارتس · بلجيكا                                                                   | رودولف كوكمت · يوغوسلافيا                                                           | روبرت ميرنز · كندا                                                                   |
| 1500 م C8                | آري ليهتو · فنلندا                                                                      | جون مكجينس · جزيرة أيرلندا                                                          | ستيفن سايندركومب · بريطانيا العظمى                                                   |
| 3000 م عبر البلاد C6     | جيمس ساندس · بريطانيا العظمى                                                            | داي كوان كيم · كوريا الجنوبية                                                       | منعم العابد · تونس                                                                   |
| 5000 متر عبر البلاد C7   | بيني جوفيرتس · بلجيكا                                                                   | ديتر كاريوس · ألمانيا الغربية                                                       | ديفيد هاوي · كندا                                                                    |
| 5000 متر عبر البلاد C8   | آري ليهتو · فنلندا                                                                      | جيرارد مكونيل · بريطانيا العظمى                                                     | جون ماغينيس · جزيرة أيرلندا                                                          |
| 5000 متر 1A              | هاينريش كويبرلي · ألمانيا الغربية                                                       | هانس لوبرينغ · ألمانيا الغربية                                                      | غونتر أوبرت · ألمانيا الغربية                                                        |
| 5000 متر 1B              | كلايتون غيرين · كندا                                                                    | يان أوي ماتسون · السويد                                                             | بيتر شميت · سويسرا                                                                   |
| 5000 متر 1C              | جيف وورثينغتون · الولايات المتحدة                                                       | يوهان كاستنر · ألمانيا الغربية                                                      | كارميلو أداريس · إيطاليا                                                             |
| 5000 م 2                 | فولفجانج بيترسن · ألمانيا الغربية                                                       | هاينز فري · سويسرا                                                                  | إرول ماركلين · ألمانيا الغربية                                                       |
| 5000 م 3                 | بول فان وينكل · بلجيكا                                                                  | جريجور جولومبيك · ألمانيا الغربية                                                   | أندريه فيجير · كندا                                                                  |
| 5000 م 4                 | فريد عمروش · فرنسا                                                                      | جان فرانسوا بواتيفان · فرنسا                                                        | ساول مندوزا · المكسيك                                                                |
| 5000 م 5–6               | فرانز نيتليس باخ · سويسرا                                                               | خوسيه مانويل ريوس · المكسيك                                                         | إيوان فان بريمن · هولندا                                                             |
| 5000 م A1–3/A9/L2        | مصطفى بديد · فرنسا                                                                      | Daniel Wesley · كندا                                                                | كيفن أور · الولايات المتحدة                                                          |
| 5000 متر A6/A8–9/L4      | أنخيل مارين · إسبانيا                                                                   | هيون سيك هوانغ · كوريا الجنوبية                                                     | سلوبودان أديزيتش · يوغوسلافيا                                                        |
| 5000 متر B1              | روبرت ماثيوز · بريطانيا العظمى                                                          | توفيري كيبوكا · النرويج                                                             | تيرجي لوفاس · النرويج                                                                |
| 5000 متر B2              | ماريانو رويز · إسبانيا                                                                  | ميشيل بافون · فرنسا                                                                 | أناتولي بوميكالوف · الاتحاد السوفيتي                                                 |
| 5000 متر B3              | كارلوس تالبت · الولايات المتحدة                                                         | مارك فارنيل · بريطانيا العظمى                                                       | ليامون ستانسيل · الولايات المتحدة                                                    |
| 10000 متر 2              | هاينز فري · سويسرا                                                                      | وولفغانغ بيترسن · ألمانيا الغربية                                                   | جان-مارك بيرسيه · سويسرا                                                             |
| 10000 م 3                | جريغور غولومبك · ألمانيا الغربية                                                        | أندريه فيجير · كندا                                                                 | أورس شايدجر · سويسرا                                                                 |
| 10000 م 4                | جان فرانسوا بواتيفان · فرنسا                                                            | فريد عمروش · فرنسا                                                                  | أنتي داهلبرغ · فنلندا                                                                |
| 10000 م 5                | إيوان فان بريمن · هولندا                                                                | جوناثون بفنبرغر · الولايات المتحدة                                                  | نزار أحمد · الكويت                                                                   |
| 10000 م A6/A8–9/L4       | هيون سيك هوانغ · كوريا الجنوبية                                                         | جاري نارانين · فنلندا                                                               | جان إيفز أرفير · فرنسا                                                               |
| ماراثون 1A               | هاينريش كويبرلي · ألمانيا الغربية                                                       | رينر كوشال · سويسرا                                                                 | بارت دودسون · الولايات المتحدة                                                       |
| ماراثون 1B               | سيرج ريموند · كندا                                                                      | يان-أويه ماتسون · السويد                                                            | كلايتون جيرين · كندا                                                                 |
| ماراثون 1C               | جون بروير · الولايات المتحدة                                                            | آلان دافتي · أستراليا                                                               | يوهان كاستنر · ألمانيا الغربية                                                       |
| ماراثون 2                | مارك كيسي · كندا                                                                        | بول كلارك · كندا                                                                    | مايكل ترخيو · الولايات المتحدة                                                       |
| ماراثون 3                | أندريه فيجير · كندا                                                                     | أورس شايدجر · سويسرا                                                                | فيل كاربنتر · الولايات المتحدة                                                       |
| ماراثون 4                | جان فرانسوا بوتيفين · فرنسا                                                             | فريد عماروش · فرنسا                                                                 | رافائيل إيبرا · الولايات المتحدة                                                     |
| ماراثون 5-6              | جوناثون بفنبرجر · الولايات المتحدة                                                      | توم فوران · الولايات المتحدة                                                        | جورج شراتينكر · النمسا                                                               |
| ماراثون A1–3/A9/L1–2     | مصطفى بديد · فرنسا                                                                      | فيليب كوپري · فرنسا                                                                 | تيد فينس · كندا                                                                      |
| ماراثون B1               | يورنود غاسمير · النرويج                                                                 | ديفيد ياكوبوفيتش · إسرائيل                                                          | كارلوس روبرتو سيستروم · البرازيل                                                     |
| ماراثون B2               | ستيفن برونت · بريطانيا العظمى                                                           | بول كوليت · فرنسا                                                                   | ديفيد ميلز · نيوزيلندا                                                               |
| ماراثون B3               | كارلوس تالبوت · الولايات المتحدة                                                        | مارك فارنيل · بريطانيا العظمى                                                       | فيسلاف ميتش · بولندا                                                                 |
| 4×100 متر تتابع 1A–1C    | الولايات المتحدة (USA) · بارت دودسون · ويليام فربش · داريل راي · جيف ورثينغتون          | أستراليا (AUS) · ريتشارد كوردوكس · مايكل ديسانتو · آلان دافتي · فينتشينزو فاليلونغا | إيطاليا (ITA) · كارميلو أدريس · جينارو مايستو · رودولفو روسي · ألويسي دي فيدي        |
| 4×100 متر تتابع 2–6      | ألمانيا الغربية (FRG) · روبرت فيغل · جريجور جولومبيك · إيرول ماركلاين · وولفغانغ بيترسن | كوريا الجنوبية (KOR) · دوك هو هونج · بيونج وو كيم · بونج هو لي · مين هو يو          | الولايات المتحدة (USA) · روبرت كورتني · فرانك إيبرسون · بوب جيبسون · أبو يلا         |
| 4×100 متر تتابع A2/A4–7  | أستراليا (AUS) · أدريان لوي · رودني نوغينت · نايجل بارسونز · جيسون سمارت                | الصين (CHN) · زونغشينغ كين · زووين كيو · تشانغ تينغ سون · شاومين يانغ               | الولايات المتحدة (USA) · روني ألسب · ماثيو بولو · ريك هوونغ · دينيس أوهلر            |
| 4×100 متر تتابع C7–8     | كوريا الجنوبية (KOR) · دوك كوان هونج · سونغ كوك كانغ · هون سون · سون دال سونغ           | الولايات المتحدة (USA) · توماس دييتز · كيث بيتمن · سكوت رو · جريجوي تايلور          | هونغ كونغ (HKG) · شينغ تشونغ تشان · واي هانغ تشان · سيو هنغ تشانج · يو تشيونغ تشيونغ |
| 4×200 متر تتابع 1A–1C    | الولايات المتحدة (USA) · بارت دودسون · روس مونرو · جيف ورثينغتون · ديلان يونغ           | سويسرا (SUI) · دانيال جوغي · راينر كوشال · بيتر شميت · إريك والتر                   | أستراليا (AUS) · ريتشارد كوردوكس · مايكل ديسانتو · آلان دافتي · فينتشينزو فاليلونغا  |
| تتابع 4×200 متر 2–6      | ألمانيا الغربية (FRG) · روبرت فيغل · جريجور جولومبك · إيرول ماركلاين · وولفغانغ بيترسن  | سويسرا (SUI) · فينس كافيكيا · جويدو مولر · فرانتس نيتلسباتش · أورس شايدجر           | كوريا الجنوبية (KOR) · دوك هو هونغ · بيونغ وو كيم · بونغ هو لي · هي سانغ يو          |
| تتابع 4×400 متر 2–6      | ألمانيا الغربية (FRG) · روبرت فيغل · جريجور جولومبك · وولفغانغ بيترسن · سيج وينفريد     | سويسرا (SUI) · جان-مارك بيرسيت · جويدو مولر · فرانتس نيتلسباتش · أورس شايدجر        | الولايات المتحدة (USA) · فيل كاربنتر · روبرت كورتي · رافائيل إيبارا · مايك تريخيو    |
| تتابع 4×400 متر A2/A4–7  | أستراليا (AUS) · أدريان لوي · رودني نوغينت · أندرو أوسوليفان · نايجل بارسونز            | الصين (CHN) · زونجشينج كين · شيوين كيو · تشانج تينج سون · هوي يون وانج              | ألمانيا الغربية (FRG) · ماتياس بيرج · ماكس بوتشين · أكسل هيكر · يورغن جوهان          |
| الوثب العالي A2/A9       | آرنولد بولدت · كندا                                                                     | أندرياس سيجل · النمسا                                                               | جونتر بيلتيز · ألمانيا الغربية                                                       |
| الوثب العالي A4/A9       | روني ألسوب · الولايات المتحدة                                                           | مايكل هاكيت · أستراليا                                                              | جيمس إنرايت · كندا                                                                   |
| القفز العالي A6/A8–9/L6  | نايجل كولتاس · بريطانيا العظمى                                                          | شومين يانغ · الصين                                                                  | رودني نوغينت · أستراليا                                                              |
| القفز العالي B1          | إيتالو ساكيتو · إيطاليا                                                                 | هادي عبد العزيز · إندونيسيا                                                         | يوكيو ميناني · اليابان                                                               |
| القفز العالي B2          | فاديم كالميكوف · الاتحاد السوفيتي                                                       | نوربرت أنليتز · ألمانيا الغربية                                                     | ماسانوبي هوريشي · اليابان                                                            |
| القفز العالي B3          | أوليغ شيبل · الاتحاد السوفيتي                                                           | هيروأكي ناكامورا · اليابان                                                          | داني دي ميرسمان · بلجيكا                                                             |
| القفز الطويل A2/A9       | ألبرت ميد · الولايات المتحدة                                                            | أرنولد بولدت · كندا                                                                 | كيرود مكجريجور · أستراليا                                                            |
| الوثب الطويل A4/A9       | روني ألسوب · الولايات المتحدة                                                           | تشانغ تينغ سن · الصين                                                               | ماثيو بولو · الولايات المتحدة                                                        |
| الوثب الطويل A6/A8–9/L6  | رودني نوغينت · أستراليا                                                                 | شاو مين يانغ · الصين                                                                | جورجيوس توبتسيس · اليونان                                                            |
| الوثب الطويل B1          | مينيهو أوزاكي · اليابان                                                                 | أنطونيو ديلغادو · إسبانيا                                                           | فيكتور ريابوختان · الاتحاد السوفيتي                                                  |
| الوثب الطويل B2          | فاديم كالميكوف · الاتحاد السوفيتي                                                       | أندريه أسبيوري · الولايات المتحدة                                                   | يوكيو ميتا · اليابان                                                                 |
| الوثب الطويل B3          | أوليغ تشيبيل · الاتحاد السوفيتي                                                         | أولريش ستريغيل · ألمانيا الغربية                                                    | سيمون باتلر · بريطانيا العظمى                                                        |
| الوثب الطويل C7          | ميشيل بابت · فرنسا                                                                      | أنتي ماكينين · فنلندا                                                               | تيمو سولماري · فنلندا                                                                |
| الوثب الطويل C8          | هون سون · كوريا الجنوبية                                                                | توماس ديتز · الولايات المتحدة                                                       | كيث بيتمان · الولايات المتحدة                                                        |
| الوثب الثلاثي A6/A8–9/L6 | رودني نوغينت · أستراليا                                                                 | شاومين يانغ · الصين                                                                 | جونغشينغ تشين · الصين                                                                |
| الوثب الثلاثي B1         | مينيهو أوزاكي · اليابان                                                                 | سيرجي سفاستيانوف · الاتحاد السوفيتي                                                 | خوسيه مانويل رودريغيز · إسبانيا                                                      |
| الوثب الثلاثي B2         | فاديم كالميكوف · الاتحاد السوفيتي                                                       | يوكيو ميتا · اليابان                                                                | أنتي بيهار · يوغوسلافيا                                                              |
| الوثب الثلاثي B3         | أولريش شتريغل · ألمانيا الغربية                                                         | دونكو أنجيلوف · بلغاريا                                                             | شويتشي أوتسوكا · اليابان                                                             |
| رمي الهراوة 1A           | إيدوند ويبر · ألمانيا الغربية                                                           | خوسي دانييل هيلان · الأرجنتين                                                       | باولو داجوستيني · إيطاليا                                                            |
| رمي الهراوة C2           | بارك سي هو · كوريا الجنوبية                                                             | ستيفن فاردن · بريطانيا العظمى                                                       | توماس ليهي · جزيرة أيرلندا                                                           |
| رمي الهراوة C4           | مايكل ووكر · بريطانيا العظمى                                                            | نورمان بيرنز · بريطانيا العظمى                                                      | جوزيف فوكس · النمسا                                                                  |
| رمي الهراوة C5           | بول ويليامز · بريطانيا العظمى                                                           | دينتون جونسون · الولايات المتحدة                                                    | مايكل كويكيرت · ألمانيا الغربية                                                      |
| رمي الهراوة فئة C6       | ناوكي ماتسوي · اليابان                                                                  | تاي جون كوون · كوريا الجنوبية                                                       | فهد المطيري · الكويت                                                                 |
| رمي القرص فئة 1A         | إدند ويبر · ألمانيا الغربية                                                             | خوسيه دانييل هايلان · الأرجنتين                                                     | كارلوس ماسلوب · الأرجنتين                                                            |
| رمي القرص فئة 1B         | ريتشارد ريلي · كندا                                                                     | دوغلاس هير · الولايات المتحدة                                                       | جابرييل دياز دي ليون · الولايات المتحدة                                              |
| رمي القرص فئة 1C         | لويس كلاوديو بيريرا · البرازيل                                                          | سيغمار هينكر · ألمانيا الغربية                                                      | غرانت بوكانان · نيوزيلندا                                                            |
| رمي القرص فئة 2          | جون تومي · جزيرة أيرلندا                                                                | غاري شاف · كندا                                                                     | بروس وولروت · أستراليا                                                               |
| رمي القرص 3              | مختار نورافشان · إيران                                                                  | ستيوارت ماكيون · كندا                                                               | رضا چاوشي · إيران                                                                    |
| رمي القرص 4              | لويس غريب · النمسا                                                                      | تيري جيدي · أستراليا                                                                | جاك مارتين · كندا                                                                    |
| رمي القرص 5              | محمد عبدالله محمد · مصر                                                                 | جون هاريس · بريطانيا العظمى                                                         | رودي فان دن أبيل · فرنسا                                                             |
| رمي القرص 6              | ناشمان وولف · إسرائيل                                                                   | عياد العلي · الكويت                                                                 | رينيه أهرنس · أستراليا                                                               |
| رمي القرص A1–3/A9/L3     | والتر بيشلر · النمسا                                                                    | جون بلانجر · كندا                                                                   | حسن سماواتي · إيران                                                                  |
| رمي القرص A2/A9          | كيرود مكغريغور · أستراليا                                                               | روبرتو سيموناوتزي · ألمانيا الغربية                                                 | جون إيدن · أستراليا                                                                  |
| رمي القرص A3/A9          | رونان تينان · جزيرة أيرلندا                                                             | بين جاو · الصين                                                                     | هوبرت بورشجنز · ألمانيا الغربية                                                      |
| رمي القرص A4/A9          | زين يو ياو · الصين                                                                      | هانز جوزفلاك · ألمانيا الغربية                                                      | سكوت آيسون · الولايات المتحدة                                                        |
| رمي القرص A6/A8–9/L6     | جيرزي دابروفسكي · بولندا                                                                | توماس نوس · ألمانيا الغربية                                                         | هاري ياوهيانين · فنلندا                                                              |
| رمي القرص B1             | ريتشارد روفالو · الولايات المتحدة                                                       | ليروي فرانكس · الولايات المتحدة                                                     | بيكا كويالا · فنلندا                                                                 |
| رمي القرص B2             | غيورغي ساكيلاروف · بلغاريا                                                              | ريمو هيكينن · فنلندا                                                                | أندريه غودليفسكي · بولندا                                                            |
| رمي القرص B3             | راسيل شورت · أستراليا                                                                   | جوناثان وارد · بريطانيا العظمى                                                      | غارلاند بوريس · الولايات المتحدة                                                     |
| رمي القرص C3             | بول كاسين · جزيرة أيرلندا                                                               | فالتر سبانغلر · ألمانيا الغربية                                                     | زيلجكو ديريتا · يوغوسلافيا                                                           |
| رمي القرص C4             | مايكل ووكر · بريطانيا العظمى                                                            | راجنار أنوندسن · النرويج                                                            | إريك أوينز · الولايات المتحدة                                                        |
| رمي القرص C5             | بول ويليامز · بريطانيا العظمى                                                           | فيلم نوردوين · هولندا                                                               | جيوفاني لويكونو · إيطاليا                                                            |
| رمي القرص C7             | أنطون شايربر · النمسا                                                                   | تيمو سولماري · فنلندا                                                               | روود سيبيس · هولندا                                                                  |
| رمي القرص L5             | إيان هايدن · بريطانيا العظمى                                                            | برايان ليسيتر · بريطانيا العظمى                                                     | ميروسواف واليشفسكي · بولندا                                                          |
| رمي المسافة C1           | كيونغ هو كو · كوريا الجنوبية                                                            | كيونغ هو لي · كوريا الجنوبية                                                        | جي هوان يون · كوريا الجنوبية                                                         |
| رمي الرمح 1B             | ريتشارد ريلي · كندا                                                                     | دوغلاس هير · الولايات المتحدة                                                       | كريستوس أغوراكس · اليونان                                                            |
| رمي الرمح 1C             | لويز كلاوديو بيريرا · البرازيل                                                          | سيغمار هينكر · ألمانيا الغربية                                                      | ميلوراد نيكوليتش · يوغوسلافيا                                                        |
| رمي الرمح 2              | بروس والروت · أستراليا                                                                  | ماتي لاينونين · فنلندا                                                              | هيرمان نورتمان · ألمانيا الغربية                                                     |
| رمي الرمح 3              | ماتس لافيبورن · السويد                                                                  | ميكايل ساليفا · فنلندا                                                              | ماريان بيترنيلي · يوغوسلافيا                                                         |
| رمي الرمح 4              | هادي يار-أحمدي · إيران                                                                  | جيفرسون ديفيس · جامايكا                                                             | يوهان شوهباور · ألمانيا الغربية                                                      |
| رمي الرمح 5              | جواد عبدالله زاده · إيران                                                               | سامسون موسوتي · كينيا                                                               | ليزلي جونز · بريطانيا العظمى                                                         |
| رمي الرمح 6              | عدنان الخلفي · الكويت                                                                   | ناحمان وولف · إسرائيل                                                               | علي محمد · الكويت                                                                    |
| رمي الرمح A1–3/A9/L3     | سلاوومير كاربينسكي · بولندا                                                             | جون بيلانجر · كندا                                                                  | جون جيروم · الولايات المتحدة                                                         |
| رمي الرمح A2/A9          | جوس فان دير دونك · هولندا                                                               | روبرتو سيمونازي · ألمانيا الغربية                                                   | كيرود ماكجريجور · أستراليا                                                           |
| رمي الرمح A3/A9          | هوبرت بورشجينس · ألمانيا الغربية                                                        | ساكول كومتان · تايلاند                                                              | رونان تينان · جزيرة أيرلندا                                                          |
| رمي الرمح A4/A9          | إركي كاسما · فنلندا                                                                     | جيمس إنرايت · كندا                                                                  | تشانج تينج سون · الصين                                                               |
| رمي الرمح A6/A8–9/L6     | هارالد روث · النمسا                                                                     | يرزي دابروفسكي · بولندا                                                             | توشياكي أوجورا · اليابان                                                             |
| رمي الرمح B1             | Vytautas Girnius · الاتحاد السوفيتي                                                     | Timo Sulisalo · فنلندا                                                              | مينيهو أوزاكي · اليابان                                                              |
| رمي الرمح B2             | Alexandre Mokhir · الاتحاد السوفيتي                                                     | Raimo Heikkinen · فنلندا                                                            | Andrzej Godlewski · بولندا                                                           |
| رمي الرمح B3             | راسيل شورت · أستراليا                                                                   | Jan Brzegowski · بولندا                                                             | Andrei Kolyvanov · الاتحاد السوفيتي                                                  |
| رمي الرمح C4             | Michael Walker · بريطانيا العظمى                                                        | Norman Burns · بريطانيا العظمى                                                      | Ragnar Anundsen · النرويج                                                            |
| رمي الرمح C5             | Paul Williams · بريطانيا العظمى                                                         | Denton Johnson · الولايات المتحدة                                                   | Michael Quickert · ألمانيا الغربية                                                   |
| رمي الرمح C6             | تاي جون كوان · كوريا الجنوبية                                                           | كلاوديو نونيس سيلفا · البرازيل                                                      | ستيفان كريغر · ألمانيا الغربية                                                       |
| رمي الرمح C7             | أنتي ماكينين · فنلندا                                                                   | جانغ هوان كوه · كوريا الجنوبية                                                      | كنوت أموندسن · النرويج                                                               |
| رمي الرمح L4             | إيان هايدن · بريطانيا العظمى                                                            | سكوت دانبرغ · الولايات المتحدة                                                      | ميروسواف ماليشفسكي · بولندا                                                          |
| رمي الرمح L5             | ديرك ميمبيرغ · ألمانيا الغربية                                                          | أحمد رضائي · إيران                                                                  | إريك لادرفال · فرنسا                                                                 |
| الرمي الدقيق C1          | كيونغ هو كو · كوريا الجنوبية                                                            | جييش أمين · الولايات المتحدة                                                        | أنطونيو ماركيز · البرتغال                                                            |
| الرمي الدقيق C1          | كيونغ هو كو · كوريا الجنوبية                                                            | جييش أمين · الولايات المتحدة                                                        | جواو ألفيس · البرتغال                                                                |
| دفع الجلة 1A             | إدوند ويبر · ألمانيا الغربية                                                            | خوسيه دانيال هايلان · الأرجنتين                                                     | جيمس ريتشاردسون · بريطانيا العظمى                                                    |
| دفع الجلة 1B             | ريتشارد ريلي · كندا                                                                     | دوغلاس هير · الولايات المتحدة                                                       | غابرييل دياز دي ليون · الولايات المتحدة                                              |
| دفع الجلة 1C             | لويس كلاوديو بيريرا · البرازيل                                                          | سيغمار هينكر · ألمانيا الغربية                                                      | غرانت بوكانان · نيوزيلندا                                                            |
| دفع الجلة 2              | بروس والروت · أستراليا                                                                  | كيفان ماكنيكولاس · بريطانيا العظمى                                                  | مبارك العنزي · الكويت                                                                |
| دفع الجلة 3              | ماتس لافبورن · السويد                                                                   | ميكايل ساليفا · فنلندا                                                              | ستيوارت مكيوان · كندا                                                                |
| دفع الجلة 4              | جاك مارتن · كندا                                                                        | أرنولد أسترادا · الولايات المتحدة                                                   | تيرينس هوبكنز · بريطانيا العظمى                                                      |
| دفع الجلة 5              | ياشيك كووالك · بولندا                                                                   | إرنست غيلد · بريطانيا العظمى                                                        | محمد عبدالله محمد · مصر                                                              |
| دفع الجلة 6              | حسين العنزي · الكويت                                                                    | ناشمان ولف · إسرائيل                                                                | عياد العلي · الكويت                                                                  |
| دفع الجلة A1–3/A9/L3     | والتر بيكلر · النمسا                                                                    | جون جيروم · الولايات المتحدة                                                        | جون بيلانجر · كندا                                                                   |
| دفع الجلة A2/A9          | روبرتو سيمونازي · ألمانيا الغربية                                                       | إشتفان ناناسي · المجر                                                               | أندريه زميتروفيتش · بولندا                                                           |
| دفع الجلة A3/A9          | هوبيرت بورشغنس · ألمانيا الغربية                                                        | رونان تاينان · جزيرة أيرلندا                                                        | بين تشاو · الصين                                                                     |
| دفع الجلة A4/A9          | يويتشي ياماموتو · اليابان                                                               | سوبارني سوبارني · إندونيسيا                                                         | سكوت إيسون · الولايات المتحدة                                                        |
| دفع الجلة A6/A8–9/L6     | يرزي دابروفسكي · بولندا                                                                 | توشياكي أوغورا · اليابان                                                            | توماس نوس · ألمانيا الغربية                                                          |
| دفع الجلة B1             | جيمس نيبل · الولايات المتحدة                                                            | ريتشارد روفالو · الولايات المتحدة                                                   | بيكا كويالا · فنلندا                                                                 |
| دفع الجلة B2             | جورجي ساكيلاروف · بلغاريا                                                               | أوربو فاينيو · فنلندا                                                               | أندريه جودليفسكي · بولندا                                                            |
| دفع الجلة B3             | جوناثان وارد · بريطانيا العظمى                                                          | دينيس ناجي · المجر                                                                  | راسيل شورت · أستراليا                                                                |
| دفع الجلة C2             | سي هو بارك · كوريا الجنوبية                                                             | توماس لياهي · جزيرة أيرلندا                                                         | خالد خالد · الكويت                                                                   |
| دفع الجلة C3             | مارتن كوستيلو · جزيرة أيرلندا                                                           | فيليب لينج · الولايات المتحدة                                                       | والتر سبانجلر · ألمانيا الغربية                                                      |
| دفع الجلة C4             | مايكل ووكر · بريطانيا العظمى                                                            | راغنار أنوندسن · النرويج                                                            | جيرارد نوتون · جزيرة أيرلندا                                                         |
| دفع الجلة C5             | دينتون جونسون · الولايات المتحدة                                                        | بول ويليامز · بريطانيا العظمى                                                       | مانفريد أتينيدر · النمسا                                                             |
| دفع الجلة C6             | أليكس هيرمانس · بلجيكا                                                                  | هاينز بوهلندر · ألمانيا الغربية                                                     | سيباستياو أنطونيو نيتو · البرازيل                                                    |
| دفع الجلة C7             | أنتون شايفر · النمسا                                                                    | تيمو سولماري · فنلندا                                                               | رود سيبس · هولندا                                                                    |
| دفع الجلة C8             | ماركو لوكانن · فنلندا                                                                   | مايكل مكدفايت · الولايات المتحدة                                                    | توماس ديتز · الولايات المتحدة                                                        |
| دفع الجلة L4             | بيتر هيرمان · ألمانيا الغربية                                                           | إيان هايدن · بريطانيا العظمى                                                        | برايان ليسيتر · بريطانيا العظمى                                                      |
| دفع الجلة L5             | ديرك ميمبيرغ · ألمانيا الغربية                                                          | راينر جول · ألمانيا الغربية                                                         | علي أصغر هادي زاده · إيران                                                           |
| ركل الكرة C2             | مايكل مكورماك · جزيرة أيرلندا                                                           | مانويل بالتازار · البرتغال                                                          | ديفيد بولاند · جزيرة أيرلندا                                                         |
| سباق العوائق 1A          | خالد الصقر · البحرين                                                                    | كارلوس ماسلوب · الأرجنتين                                                           | علي الحسن · البحرين                                                                  |
| سباق العوائق 1B          | أكيهيكو أونوديرا · اليابان                                                              | إريك فالتر · سويسرا                                                                 | فينتشنزو فاللونغا · أستراليا                                                         |
| سباق العوائق 1C          | كييشيرو هاشيبا · اليابان                                                                | طارق الناصر · الكويت                                                                | كارميلو أداريس · إيطاليا                                                             |
| سباق العوائق 2           | إن كوان جونغ · كوريا الجنوبية                                                           | غراهام كوندون · نيوزيلندا                                                           | كازومي كانازاوا · اليابان                                                            |
| تزلج 3                   | سيجي هاياشي · اليابان                                                                   | تاكاو إيشي · اليابان                                                                | تاكاشي إيواساكي · اليابان                                                            |
| تزلج 4                   | كاتسوكي تاكيمورا · اليابان                                                              | رولف يوهانسون · السويد                                                              | ياسوهيرو فوجيكاوا · اليابان                                                          |
| تزلج 5–6                 | فرانز نيتليس باخ · سويسرا                                                               | نزار أحمد · الكويت                                                                  | تيرو نو زاكي · اليابان                                                               |
| تزلج C1                  | هنريك يورجنسن · الدنمارك                                                                | تيري هادسون · بريطانيا العظمى                                                       | تيري روبنسون · كندا                                                                  |
| تزلج C2                  | دارين جوردان · جزيرة أيرلندا                                                            | ديفيد أوسبورن · الولايات المتحدة                                                    | منصور صديقي · الدنمارك                                                               |
| التعرج C4–5              | إريك أوينز · الولايات المتحدة                                                           | نورمان بيرنز · بريطانيا العظمى                                                      | ماثيو فان إلديك · أستراليا                                                           |
| البنتاثلون 1C            | زيغمار هينكر · ألمانيا الغربية                                                          | لويس كلاوديو بيريرا · البرازيل                                                      | كريستوف إتزلشتورفر · النمسا                                                          |
| البنتاثلون 2             | هيرمان نورتمان · ألمانيا الغربية                                                        | ماتي لينونين · فنلندا                                                               | كيفن سوندرز · الولايات المتحدة                                                       |
| البنتاثلون 3             | بيتر فايدكامب · ألمانيا الغربية                                                         | جوزيف لوسينجر · النمسا                                                              | ريناتو ميستوريني · إيطاليا                                                           |
| البنتاثلون 4             | والتر فالير · النمسا                                                                    | ريمي فان أوفيم · بلجيكا                                                             | يوهان شوهاوير · ألمانيا الغربية                                                      |
| الخماسي 5                | رودي فان دين أبيل · فرنسا                                                               | يوجين ويبرلي · ألمانيا الغربية                                                      | جون هاريس · بريطانيا العظمى                                                          |
| الخماسي 6                | عدنان الكلفي · الكويت                                                                   | ناحمان وولف · إسرائيل                                                               | خورخي إرنستو فارلا · المكسيك                                                         |
| الخماسي A4/A9            | مانفريد هارتل · النمسا                                                                  | برادلي توماس · أستراليا                                                             | أليساندرو كوريس · إيطاليا                                                            |
| الخماسي B1               | فيتوتاس جيرنيوس · الاتحاد السوفيتي                                                      | سيرجي سيفاستيانوف · الاتحاد السوفيتي                                                | زبجنيو كوباك · بولندا                                                                |
| الخماسي B2               | فاديم كالميكوف · الاتحاد السوفيتي                                                       | ألكسندر موخير · الاتحاد السوفيتي                                                    | جيمس أوسمون · الولايات المتحدة                                                       |
| سباق الخماسي B3          | أوليغ تشيبيل · الاتحاد السوفيتي                                                         | هانو أرجيلاندر · فنلندا                                                             | جوناثان وارد · بريطانيا العظمى                                                       |

### فعاليات السيدات
| Event                    | الذهبية                                                                                   | الفضية                                                                                | البرونزية                                                                               |
| ------------------------ | ----------------------------------------------------------------------------------------- | ------------------------------------------------------------------------------------- | --------------------------------------------------------------------------------------- |
| 100 م 1C                 | ليتيشيا توريس · المكسيك                                                                   | يولانده هانسن · ألمانيا الغربية                                                       | ماري تومسون · الولايات المتحدة                                                          |
| 100 م 2                  | فرانشيسكا بورسيلا تو · إيطاليا                                                            | بريندا زاجاك · الولايات المتحدة                                                       | دورا جارسيا · المكسيك                                                                   |
| 100 م 3                  | سابرينا بوليري · إيطاليا                                                                  | ديبي كوستليك · كندا                                                                   | مين أوك لي · كوريا الجنوبية                                                             |
| 100 م 4                  | تشارلا رامسي · الولايات المتحدة                                                           | سيسيليا فازكويز · المكسيك                                                             | ماري-لين بوليت · بلجيكا                                                                 |
| 100 م 5–6                | خوانا سوتو · المكسيك                                                                      |                                                                                       | ديان ماكنتاير · أستراليا                                                                |
| 100 م 5–6                | مارتين بريور · فرنسا                                                                      |                                                                                       | ديان ماكنتاير · أستراليا                                                                |
| 100 م A1–3/A9/L2         | مين آي بايك · كوريا الجنوبية                                                              | فاليري ديكوندي · فرنسا                                                                | ليندا هاميلتون · كندا                                                                   |
| 100 م A4/A9              | كلود بوميرول · كندا                                                                       | راينهيلد مولر · ألمانيا الغربية                                                       | كارين غامبال · النمسا                                                                   |
| 100 م A6/A8–9/L4         | بترا بودلمير · ألمانيا الغربية                                                            | جيسيكا شاخسه · ألمانيا الغربية                                                        | لينيت وايلديمان · كندا                                                                  |
| 100 م B1                 | بوريفيكاسيون سانتامارتا · إسبانيا                                                         | بانغ وول كيم · كوريا الجنوبية                                                         | روسيللا إنفيرني · إيطاليا                                                               |
| 100 م B2                 | رايسا جورافليوفا · الاتحاد السوفيتي                                                       | أدريا سانتوس · البرازيل                                                               | ريما باتالوفا · الاتحاد السوفيتي                                                        |
| 100 م B3                 | جيهونغ تشاو · الصين                                                                       | ليزلي مانكتيلو · نيوزيلندا                                                            | هيلينا ليا · بولندا                                                                     |
| 100 م C6                 | زيتا أندري · سويسرا                                                                       | مارسيا مالسار · البرازيل                                                              | سيلفي سوفي · كندا                                                                       |
| 100 م C7                 | تيريزا وارد · جزيرة أيرلندا                                                               | سيو كريستين فيستينجن · النرويج                                                        | ليزلي روث · الولايات المتحدة                                                            |
| 100 م C8                 | ألمى روك · جزيرة أيرلندا                                                                  | ماكي أوكادا · اليابان                                                                 | كاميلا مكماهون · جزيرة أيرلندا                                                          |
| 200 م 1C                 | ليتيشيا توريس · المكسيك                                                                   | يولاندا هانسن · ألمانيا الغربية                                                       | جين ووترز · الولايات المتحدة                                                            |
| 200 م 2                  | بريندا زاجاك · الولايات المتحدة                                                           | فرانشيسكا بورسيلاتو · إيطاليا                                                         | آن والترز · الولايات المتحدة                                                            |
| 200 م 3                  | سابرينا بوليري · إيطاليا                                                                  | باتريشيا دوركين · الولايات المتحدة                                                    | شيري آن رامسي · الولايات المتحدة                                                        |
| 200 م 4                  | سيسيليا فازكيز · المكسيك                                                                  | ماري-لين بوليه · بلجيكا                                                               | شارلا رامسي · الولايات المتحدة                                                          |
| 200 م 5–6                | ديان ماكنتاير · أستراليا                                                                  | جوانا سوتو · المكسيك                                                                  | جان دريسكول · الولايات المتحدة                                                          |
| 200 م A1–3/A9/L2         | مين أي بايك · كوريا الجنوبية                                                              | فاليري ديكوند · فرنسا                                                                 | ليندا هاميلتون · كندا                                                                   |
| 200 م A4/A9              | رينهيلد مولر · ألمانيا الغربية                                                            | كلود بومرول · كندا                                                                    | كارين كامبال · النمسا                                                                   |
| 200 م A6/A8–9/L4         | بترا بودلماير · ألمانيا الغربية                                                           | جيسيكا زاكسه · ألمانيا الغربية                                                        | لينيت وايلدمان · كندا                                                                   |
| 200 م C7                 | سيو كريستين فستينجن · النرويج                                                             | ماريا ألبيرتينه كابرال · البرتغال                                                     | جاكلين باين · الولايات المتحدة                                                          |
| 200 م C8                 | سيلفي بيرجيرون · كندا                                                                     | تيفاني مكوي · الولايات المتحدة                                                        | أنّيت زاكر · ألمانيا الغربية                                                             |
| 400 م 1C                 | ليتيشيا توريس · المكسيك                                                                   | يولاند هانسن · ألمانيا الغربية                                                        | جين ووترز · الولايات المتحدة                                                            |
| 400 م 2                  | إنغريد لوريدسن · الدنمارك                                                                 | إيفيت مكليلان · أستراليا                                                              | آن والترز · الولايات المتحدة                                                            |
| 400 م 3                  | باتريسيا دوركين · الولايات المتحدة                                                        | دانييلا جوتزلر · سويسرا                                                               | تاني غراي · بريطانيا العظمى                                                             |
| 400 م 4                  | كوني هانسن · الدنمارك                                                                     | سيسيليا فاسكيز · المكسيك                                                              | ماريا هيل · الولايات المتحدة                                                            |
| 400 م 5–6                | جوانا سوتو · المكسيك                                                                      | ديهن مكينتاير · أستراليا                                                              | جان دريسكول · الولايات المتحدة                                                          |
| 400 م A1–3/A9/L2         | فاليري ديكوندي · فرنسا                                                                    | ليندا هاميلتون · كندا                                                                 | مين أي بايك · كوريا الجنوبية                                                            |
| 400 م A6/A8–9/L4         | بيترا بودلمير · ألمانيا الغربية                                                           | تانيا تيرفونين · فنلندا                                                               | جيسيكا ساكس · ألمانيا الغربية                                                           |
| 400 م B1                 | تمارا بانكوفا · الاتحاد السوفيتي                                                          | بوريفيكاسيون سانتامارتا · إسبانيا                                                     | روسيللا إنفرني · إيطاليا                                                                |
| 400 م B2                 | ريما باتالوفا · الاتحاد السوفيتي                                                          | أدريا سانتوس · البرازيل                                                               | أنيليسي هيرماني · البرازيل                                                              |
| 400 م B3                 | جيهونج زهاو · الصين                                                                       | هيلينا لييا · بولندا                                                                  | دانوت تشميدييك · الاتحاد السوفيتي                                                       |
| 400 م C7                 | سيو كريستين فيستينغن · النرويج                                                            | ماريا ألبرتينه كابرال · البرتغال                                                      | سونيا أتكينز · كندا                                                                     |
| 400 م C8                 | ماكي أوكادا · اليابان                                                                     | سيلفي بيرجيرون · كندا                                                                 | أنيت زيجر · ألمانيا الغربية                                                             |
| 800 م 1C                 | ليتيشيا توريس · المكسيك                                                                   | فلورنس غوسيو · فرنسا                                                                  | يولاند هانسن · ألمانيا الغربية                                                          |
| 800 م 2                  | إنغريد لاوريدسن · الدنمارك                                                                | آن كودي-موريس · الولايات المتحدة                                                      | بريندا زجاك · الولايات المتحدة                                                          |
| 800 م 3                  | كانديس كيبل-بروكس · الولايات المتحدة                                                      | شيري آن رامسي · الولايات المتحدة                                                      | دانييلا جوتزيلر · سويسرا                                                                |
| 800 متر 4                | كوني هانسن · الدنمارك                                                                     | تراسي ميلر · الولايات المتحدة                                                         | كي مكشين · جزيرة أيرلندا                                                                |
| 800 متر A1–3/A9/L2       | جينيت جانسن · هولندا                                                                      | ليندا هاميلتون · كندا                                                                 | فاليري ديكوند · فرنسا                                                                   |
| 800 متر B1               | تمارا بانكوفا · الاتحاد السوفيتي                                                          | روسيللا إنفيرني · إيطاليا                                                             | ريفيا أوكيك · يوغوسلافيا                                                                |
| 800 متر B2               | ريما باتالوفا · الاتحاد السوفيتي                                                          | أناليس هيرماني · البرازيل                                                             | بيج مككلين · الولايات المتحدة                                                           |
| 800 متر B3               | باتي إيجنشتاينر · الولايات المتحدة                                                        | دانوتي شميدك · الاتحاد السوفيتي                                                       | ستيفاني لاكور · الولايات المتحدة                                                        |
| 800 م C7                 | سوزان موشا · الولايات المتحدة                                                             | نورما لورينكز · كندا                                                                  | راكيل هيد · كندا                                                                        |
| 800 م C8                 | ماكي أوكادا · اليابان                                                                     | باربرا بوتشان · الولايات المتحدة                                                      | أنيت زيغر · ألمانيا الغربية                                                             |
| 1500 م 1C                | يولاندا هانسن · ألمانيا الغربية                                                           | ليتيشيا توريس · المكسيك                                                               | مونيك جانيت · الولايات المتحدة                                                          |
| 1500 م 2                 | مارجيت كويل · ألمانيا الغربية                                                             | آن كودي-موريس · الولايات المتحدة                                                      | إنغريد لوريدسن · الدنمارك                                                               |
| 1500 م 3                 | كانديس كابل-بروكس · الولايات المتحدة                                                      | شيري آن رامسي · الولايات المتحدة                                                      | دانييلا جوتزلر · سويسرا                                                                 |
| 1500 م 4                 | كوني هانسن · الدنمارك                                                                     | ترايسي ميلر · الولايات المتحدة                                                        | ماريا هيل · الولايات المتحدة                                                            |
| 1500 م A1–3/A9/L2        | جينيت جانسن · هولندا                                                                      | ساكاجويا هونتر · الولايات المتحدة                                                     | ليندا هاميلتون · كندا                                                                   |
| 1500 م B1                | تامارا بانكوفا · الاتحاد السوفيتي                                                         | روسيللا إنفرني · إيطاليا                                                              | رفيجة أوكيتش · يوغوسلافيا                                                               |
| 3000 م A1–3/A9/L2        | جينيت جانسن · هولندا                                                                      | ساكاجويا هونتر · الولايات المتحدة                                                     | ميونغ سون كانغ · كوريا الجنوبية                                                         |
| 5000 م 2                 | مارجيت كويل · ألمانيا الغربية                                                             | آن كودي موريس · الولايات المتحدة                                                      | إنغريد لوريدسن · الدنمارك                                                               |
| 5000 م 4                 | كوني هانسن · الدنمارك                                                                     | تراسي ميلر · الولايات المتحدة                                                         | كريس دي كراين · بلجيكا                                                                  |
| 10000 م 2                | مارغيت كويل · ألمانيا الغربية                                                             | آن كودي-موريس · الولايات المتحدة                                                      | إنغريد لاوريدسن · الدنمارك                                                              |
| ماراثون 2                | تامي أوثودت · الولايات المتحدة                                                            | آن والترز · الولايات المتحدة                                                          | باتريشيا هيل · نيوزيلندا                                                                |
| ماراثون 3                | كانديس كابل-بروكس · الولايات المتحدة                                                      | شيري آن رامزي · الولايات المتحدة                                                      | إيتسوكو مايدا · اليابان                                                                 |
| ماراثون 4                | كوني هانسن · الدنمارك                                                                     | تراسي ميلر · الولايات المتحدة                                                         | كاي ماكشاين · جزيرة أيرلندا                                                             |
| سباق تتابع 4×100 متر 2–6 | إيطاليا (ITA) · ميلينا بالسامو · سابرينا بوليري · فرانشيسكا بورسيلاطو · تينا فارانو       | الولايات المتحدة (USA) · جان دريسكول · باتريشيا دوركين · كريستين غراهام · شارلا رامسي | هونغ كونغ (HKG) · كيم تيم تشان · بينغ تشو · كيم موي نغ · مي لان وونغ                    |
| سباق تتابع 4×200 متر 2–6 | الولايات المتحدة (USA) · كانديس كابل-بروكس · جان دريسكول · باتريشيا دوركين · بريندا زاجاك | المكسيك (MEX) · أراسيلي كاسترو · دورا غارسيا · خوانا سوتو · سيسيليا فاسكويز           | إيطاليا (ITA) · ميلينا بالسامو · سابرينا بوليري · فرانشيسكا بورسيلاطو · تينزيا بوتزوبون |
| سباق تتابع 4×400 متر 2–6 | الولايات المتحدة (USA) · كانديس كابل-بروكس · شيري آن رامسي · آن والترز · بريندا زاجاك     | أستراليا (AUS) · ميريديث جونز · ديهان ماكنتير · يفيت مكلليان · جولي راسل              | إيطاليا (ITA) · ميلينا بالسامو · فرانشيسكا بورسيلاطو · تينزيا بوتزوبون · تينا فارانو    |
| الوثب الطويل B1          | Joke van Rijswijk · هولندا                                                                | بوريفيكاسيون سانتامارتا · إسبانيا                                                     | Lori Bennett · الولايات المتحدة                                                         |
| الوثب الطويل B2          | Raissa Jouravliova · الاتحاد السوفيتي                                                     | Mariano Susitz · النمسا                                                               | Mona Ullmann · النرويج                                                                  |
| الوثب الطويل B3          | باتي إيجنشتاينر · الولايات المتحدة                                                        | جيهونغ زهاو · الصين                                                                   | ليزلي مانكتيلو · نيوزيلندا                                                              |
| رمي الهراوة C3           | سوزان إدواردز · الولايات المتحدة                                                          | لورين غالاغر · جزيرة أيرلندا                                                          | آن ووفندن · بريطانيا العظمى                                                             |
| رمي القرص 1B             | إيزابيل بار · بريطانيا العظمى                                                             | إيزابيل بوستامانتي · بورتوريكو                                                        | مينيت ويلسون · جامايكا                                                                  |
| رمي القرص 2              | كريستين روبرت · الولايات المتحدة                                                          | عدلاء الرومي · الكويت                                                                 | كريستينا دودريل · جزيرة أيرلندا                                                         |
| رمي القرص 3              | لورا شوانغر · الولايات المتحدة                                                            | كاثي دون-فيتزباتريك · جزيرة أيرلندا                                                   | جولي راسل · أستراليا                                                                    |
| رمي القرص 4              | كاثرين لين كارلتون · الولايات المتحدة                                                     | ماري-لين بوليت · بلجيكا                                                               | هالينا سوبوليسكا · بولندا                                                               |
| رمي القرص 5              | إلكا مونكر · ألمانيا الغربية                                                              | سيلفيا غرانت · جامايكا                                                                | مارتين بريور · فرنسا                                                                    |
| رمي القرص A6/A8-9/L6     | بريتا يانيك · ألمانيا الغربية                                                             | زوفيا ميليك · بولندا                                                                  | باربل زيلونكا · ألمانيا الغربية                                                         |
| رمي القرص B1             | دينيس روس · بريطانيا العظمى                                                               | ميجي سونغ · الصين                                                                     | هيلدغارد مونشاين · النمسا                                                               |
| رمي القرص B2             | نادة فوكسانوفيتش · يوغوسلافيا                                                             | رايسا جورافليوفا · الاتحاد السوفيتي                                                   | جاكلين توز · كندا                                                                       |
| رمي القرص C3             | سوزان إدواردز · الولايات المتحدة                                                          | لورين جالاجر · جزيرة أيرلندا                                                          | آن ترومان · بريطانيا العظمى                                                             |
| رمي القرص C7             | جوان بو · كندا                                                                            | آن-غايل دي سانت · بلجيكا                                                              | زيتا أندري · سويسرا                                                                     |
| رمي المسافة C1           | أولغا بينتو · البرتغال                                                                    | تراسي دانجيلو · الولايات المتحدة                                                      | كيري تايلور · بريطانيا العظمى                                                           |
| رمي الرمح 1B             | مينيت ويلسون · جامايكا                                                                    | إيزابيل بوستامانتي · بورتوريكو                                                        | إيزابيل نيوستيد · بريطانيا العظمى                                                       |
| رمي الرمح 2              | عدله الرومي · الكويت                                                                      | غريس موتتي · كينيا                                                                    | كريستين روبرت · الولايات المتحدة                                                        |
| رمي الرمح 3              | لورا شفانجر · الولايات المتحدة                                                            | لوسي وانجيرو نجيورج · كينيا                                                           | جولي راسل · أستراليا                                                                    |
| رمي الرمح 4              | هالينا سوبولفسكا · بولندا                                                                 | كاثرين لين كارلتون · الولايات المتحدة                                                 | هنريتا ديفيس · جامايكا                                                                  |
| رمي الرمح 5              | زيبورا روبين · إسرائيل                                                                    | سيلفيا جرانت · جامايكا                                                                | إلكا مونكر · ألمانيا الغربية                                                            |
| رمي الرمح A6/A8-9/L6     | بريتا يانيكه · ألمانيا الغربية                                                            | دونا سميث · أستراليا                                                                  | جيسيكا ساكسي · ألمانيا الغربية                                                          |
| رمي الرمح B1             | بريجيت أوتو-لانج · ألمانيا الغربية                                                        | ميجي سونج · الصين                                                                     | هيلدجارد مونشاين · النمسا                                                               |
| رمي الرمح B2             | مونا أولمان · النرويج                                                                     | هيكي مادلر · ألمانيا الغربية                                                          | ماريا سوبيتش · بولندا                                                                   |
| رمي الرمح C3             | سوزان إدواردز · الولايات المتحدة                                                          | كارين جيل · أستراليا                                                                  | آن تروتمان · بريطانيا العظمى                                                            |
| رمي الرمح C7             | جوان بوي · كندا                                                                           | تيريزا وارد · جزيرة أيرلندا                                                           | ديبورا هيرن · الولايات المتحدة                                                          |
| الرمي الدقيق C1          | أولغا بينتو · البرتغال                                                                    | كيري تايلور · بريطانيا العظمى                                                         | إميليا كوستا · البرتغال                                                                 |
| دفع الجلة 1B             | إيزابيل بوستامانتي · بورتوريكو                                                            | إيزابيل بار · بريطانيا العظمى                                                         | مينيت ويلسون · جامايكا                                                                  |
| دفع الجلة 2              | عديلة الرومي · الكويت                                                                     | كريستينا دودريل · جزيرة أيرلندا                                                       | كريستين روبرت · الولايات المتحدة                                                        |
| دفع الجلة 3              | لورا شوينجر · الولايات المتحدة                                                            | جولي راسيل · أستراليا                                                                 | لوسي وانجيرو نجوروج · كينيا                                                             |
| دفع الجلة 4              | ميلكا ميلينكوفيتش · يوغوسلافيا                                                            | كاثرين لين كارلتون · الولايات المتحدة                                                 | ماري-لين بوليت · بلجيكا                                                                 |
| دفع الجلة 5              | دوروثي ريبيلي · بريطانيا العظمى                                                           | إلكا مونكر · ألمانيا الغربية                                                          | زيبورا روبن · إسرائيل                                                                   |
| دفع الجلة B1             | باتريشيا مولسيد · أستراليا                                                                | دينيس روس · بريطانيا العظمى                                                           | تريش لوفجروف · كندا                                                                     |
| دفع الجلة B2             | نادا فوكسانوفيتش · يوغوسلافيا                                                             | مونا أولمان · النرويج                                                                 | ليليانا لوبيسيتش · كندا                                                                 |
| دفع الجلة C3             | سوزان إدواردز · الولايات المتحدة                                                          | كاثلين بارليتا · الولايات المتحدة                                                     | آن تراتمان · بريطانيا العظمى                                                            |
| دفع الجلة C4             | أنس بومستر · هولندا                                                                       | مارتينا ويلمز · ألمانيا                                                               | مارجوري لينش · كندا                                                                     |
| دفع الجلة C7             | جوان بوي · كندا                                                                           | آن جايل دي سانت · بلجيكا                                                              | بيرته أودني لارسن · النرويج                                                             |
| التعرج 3                 | يومي إيتو · اليابان                                                                       | ميتشييو وتانوكي · اليابان                                                             | باتريشيا هيل · نيوزيلندا                                                                |
| التعرج 4                 | رومي ساكاوتشي · اليابان                                                                   | هيون هي تشو · كوريا الجنوبية                                                          | شيهارو إيمايزمي · اليابان                                                               |
| التعرج C1                | كيري تايلور · بريطانيا العظمى                                                             | كارول جونسون · بريطانيا العظمى                                                        | لي غرايبيل · الولايات المتحدة                                                           |
| الخماسي 3                | لورا شوينغر · الولايات المتحدة                                                            | جولي راسل · أستراليا                                                                  | كاثي دون-فيتزباتريك · جزيرة أيرلندا                                                     |
| الخماسي 4                | ماري لاين بوليه · بلجيكا                                                                  | كاثرين لين كارلتون · الولايات المتحدة                                                 | هالينا سوبولفسكا · بولندا                                                               |
| الخماسي 5–6              | مارتين بريو · فرنسا                                                                       | سيلفيا غرانت · جامايكا                                                                | زيبورا روبين · إسرائيل                                                                  |
| الخماسي B2               | رايسا جورافليوفا · الاتحاد السوفيتي                                                       | مونا أولمان · النرويج                                                                 | جانا أويكاراينن · فنلندا                                                                |

### أحداث مختلطة
| فعالية               | الذهبية                                                                          | الفضية                                                                        | البرونزية                                                            |
| -------------------- | -------------------------------------------------------------------------------- | ----------------------------------------------------------------------------- | -------------------------------------------------------------------- |
| 4×100 متر تتابع C2–3 | جزيرة أيرلندا (IRL) · ديفيد بولاند · مارتن كوستيلو · لورين غالاغر · دارين جوردان | الولايات المتحدة (USA) · لي جوناس · فيليب لينغ · ديفيد أوزبورن · رينيه ريفيرا | كندا (CAN) · جيمي بون · أندريه لافالي · لورا ميسكيانا · ديفيد سيفيرن |